# Daniela Caracas
Daniela Caracas González (* 25. April 1997 in Cali) ist eine kolumbianische Fußballspielerin.

## Karriere

### Klub
Von Atlético Huila kommend wechselte Daniela Caracas im Januar 2020 aus ihrer Heimat nach Spanien zu DUX Logroño. Seit der Saison 2021/22 steht sie bei Espanyol Barcelona unter Vertrag.

### Nationalmannschaft
Für die kolumbianische A-Nationalmannschaft hatte sie ihr Debüt im Jahr 2018. Hier stand sie auch bei der Copa América 2018 mit im Kader und kam in der letzten Gruppenpartie gegen Peru ein einziges Mal zum Einsatz. Dadurch, dass ihr Team am Ende der Finalrunde auf dem letzten Platz landete, verpasste man die Weltmeisterschaft 2019. Danach nahm sie bei der Copa América 2022 an ihrem ersten großen Turnier teil. Hier kam sie in drei Partien zum Einsatz. Am Ende verlor sie hier im Finale mit ihrem Team aber gegen Rekordmeister Brasilien mit 0:1. Mit dem Finaleinzug gelang aber zumindest auch die Qualifikation für die Fußball-Weltmeisterschaft der Frauen 2023.
Am 4. Juli 2023 wurde sie für den finalen Kader bei der Weltmeisterschaft 2023 nominiert, kam jedoch nicht zum Einsatz und schied mit der Mannschaft im Viertelfinale gegen die Engländerinnen aus.